# Max Gladstone
Max Gladstone (28 de maig de 1984) és un escriptor de fantasia i ciència-ficció estatunidenc. És conegut, sobretot, per la seva primera novel·la Three Parts Dead, el 2012, que forma part de la sèrie «Craft Sequence», i la seva sèrie de fantasia urbana «Bookburners». Format a la St. Andrew's-Sewanee School de Tennessee, Gladstone es va graduar a la Universitat Yale, on va estudiar xinès. Ha treballat a la Xina, entre altres com a professor en una zona rural d'Anui des de 2006 fins a 2008, i com a traductor d'una revista d'automòbils.

## Premis
El 2013, Gladstone va ser finalista del premi John W. Campbell de 2012 al millor escriptor novell. El seu llibre amb Amal El-Mohtar, Així es perd la guerra del temps, fou finalista als premis BSFA de 2019 i va guanyar el premi Nebula de 2019 a la millor novel·la curta; aquesta obra és també la seva primera novel·la traduïda al català.

## Obra

### Novel·les
- Empress of Forever (2019), ISBN 978-0765395818
- Així es perd la guerra del temps (amb Amal El-Mohtar, 2019), ISBN 978-84-120576-7-6[8]

#### Sèrie «Craft Sequence»
1. Three Parts Dead (2012), ISBN 978-0765333100
2. Two Serpents Rise (2013), ISBN 978-0765333124
3. Full Fathom Five (2014), ISBN 978-0-7653-3574-6
4. Last First Snow (2015), ISBN 978-0-7653-7940-5
5. Four Roads Cross (2016), ISBN 978-1466868410
6. Ruin of Angels (2017), ISBN 978-0-7653-9589-4[9]

### Ficció en sèrie
- Bookburners
- The Witch Who Came in From the Cold (amb Lindsay Smith)

### Ficció interactiva
- Choice of the Deathless (2013)
- Deathless: The City's Thirst (2015)

### Relats curts
- «On Starlit Seas», The Book of Exodi, ed. Michael K. Eidson (2009)
- «The Four Modernizations», Necrotic Tissue núm. 9 (2010)
- «Drona's Death», xo Orpheus: 50 New Myths, ed. Kate Bernheimer (2013)
- «The Angelus Guns», Tor.com, ed. Marco Palmieri (2014)
- «A Kiss With Teeth», Tor.com, ed. Marco Palmieri, ISBN 978-1466884557 (2014)
- «Man in the Middle», Shared Nightmares, eds. Steven Diamond i Nathan Shumate (2014)
- «Late Nights at the Cape and Cane», Uncanny Magazine (2014)
- «The Iron Man», The Grimm Future, ed. Erin Underwood (2016)
- «Big Thrull and the Askin' Man», Uncanny Magazine (2016)
- «Giants in the Sky», The Starlit Wood, eds. Dominik Parisien i Navah Wolfe (2016)
- «The Scholast in the Low Waters Kingdom», Tor.com, ed. Marco Palmieri (2017)
- «Crispin's Model», Tor.com, ed. Marco Palmieri (2017)
- «To a Cloven Pie», Robots vs. Fairies, eds. Dominik Parisien i Navah Wolfe (2018)
- «Fitting In: A Wild Cards Story», Tor.com, ed. George R. R. Martin (2018)
- «The Secret Life of Rubberband», Texas Hold'em, ed. George R. R. Martin (2018)